# Психея
Психе́я (грец. Ψυχή — «Душа») — персонаж давньогрецької і давньоримської міфології, чарівна дівчина з крилами метелика, втілення людської душі.
Психея була такою вродливою, що викликала заздрощі самої Афродіти, яка наказала Еросові розпалити в ній хтивість до найогиднішого чоловіка. Проте Ерос сам запалав до неї чистим і шляхетним коханням. На основі різних варіантів грецького міфа про Ероса і Психею, римський письменник Апулей в одній із вставних новел до роману «Золотий віслюк» («Метаморфози») розповідає про кохання Амура й царівни Психеї. Амур щоночі відвідував дівчину, але застеріг її, щоб вона не пробувала довідатись, хто він такий і не намагалась побачити його при світлі.

## Міф про Амура і Психею (за Апулеєм)

Бугро, Викрадення Психеї

У міфі говориться, що в одного царя були три красуні дочки, з яких найгарнішою була молодша — Психея. Слава про її красу пройшла по всій землі і багато приїжджали в місто, де жила Психея, щоб помилуватися нею. Їй стали навіть віддавати божеські почесті, забувши Афродіту. Остання образилась і вирішила погубити суперницю. Покликавши свого сина Ерота, вона показала йому красуню й наказала вселити в неї любов до найпотворнішого і найницішого з людей. Між тим, Психея відчувала себе дуже нещасною від того, що всі милувалися нею, як бездушною красою, і ніхто не шукав її руки.
Батько Психеї пішов до Мілетського оракула, і той відповів, що Психея, одягнена в поховальний одяг, повинна бути відведена на скелю для шлюбу з жахливим чудовиськом. Виконуючи волю оракула, нещасний батько привів Психею у вказане місце і залишив її одну; раптом подих вітру переніс її до дивного палацу, і вона стала дружиною якоїсь таємничої незримої істоти. Блаженне життя Психеї, однак, тривало недовго: заздрісні сестри, дізнавшись про її благополуччя, вирішили нашкодити їй і домогтися того, щоб Психея порушила дану чоловіку обіцянку — не допитуватися, хто він. Злі сестри нашептали їй, що незримий чоловік — дракон, який колись з'їсть її з її дитиною (Психея була вже вагітна), і переконали, щоб вона, озброївшись мечем і світильником, підстерегла його під час сну і вбила.
Довірлива Психея послухалася, запалила світильник, і, стала розглядати свого чоловіка, який виявився прекрасним Еротом; в той час, як вона, вражена красою його особи, милувалася сплячим, зі світильника впала гаряча крапля олії на плече бога і він від болю прокинувся. Ображений віроломством і легковажністю дружини, він відлетів від неї, а Психея, покинута, пішла по землі шукати свого коханого. Довго Психея ходила по всіх землях, поки не була змушена схилитися перед своєю суперницею, Афродітою, яка довго шукала нагоди помститися Психеї і послала вже розшукувати її Гермеса. В цей час хворий від опіку Ерот лежав у своєї матері.
Опинившись під одним дахом з чоловіком, але розлучена з ним, Психея повинна була зносити всілякі переслідування Афродіти, яка, бажаючи їй смерті, придумувала різні нездійсненні роботи. Так, Психея повинна була розібрати по зернам величезну купу змішаного зерна, дістати золоте руно зі скажених овець, добути води з Стіксу і принести з підземного царства скриньку Персефони (Прозерпіни). Завдяки чужій допомозі, Психея зробила все, що веліла їй Афродіта, поки, нарешті, не одужав Ерот. Тоді він звернувся за сприянням до верховного олімпійського бога і за його допомогою домігся згоди небожителів на шлюб із Психеєю. Та отримала від Зевса безсмертя і була долучена до сонму богів. Заздрісні сестри Психеї були покарані за свою заздрість і підступність тим, що розбилися об скелю, стрибнувши з неї з наміром, що Зефір віднесе їх у чарівний палац Ерота. Від шлюбу Психеї з Еротом народилася Волюпта, «Насолода» (Voluptas).
Сюжет про душу, яка тужить за коханням, поширений від сивої давнини серед усіх народів.
Міф про Психею захоплював античних і новочасних митців: скульпторів (А. Канова, О. Пажу й ін.), художників (Рафаель, Дж. Романо, Ф. Жерар, А. В. Бугро та ін.), драматургів (Мольєр), поетів (Лафонтен, І. Ф. Богданович), композиторів (Ж. Б. Люллі, С. Франк) та ін. На картинах і скульптурах Психею зображають маленькою дівчинкою або юною дівчиною, зазвичай з крилами метелика, часто разом з Еротом (Амуром).

## Галерея

Джон Вільям Вотергаус «Психея входить у сад Амура» (1903)
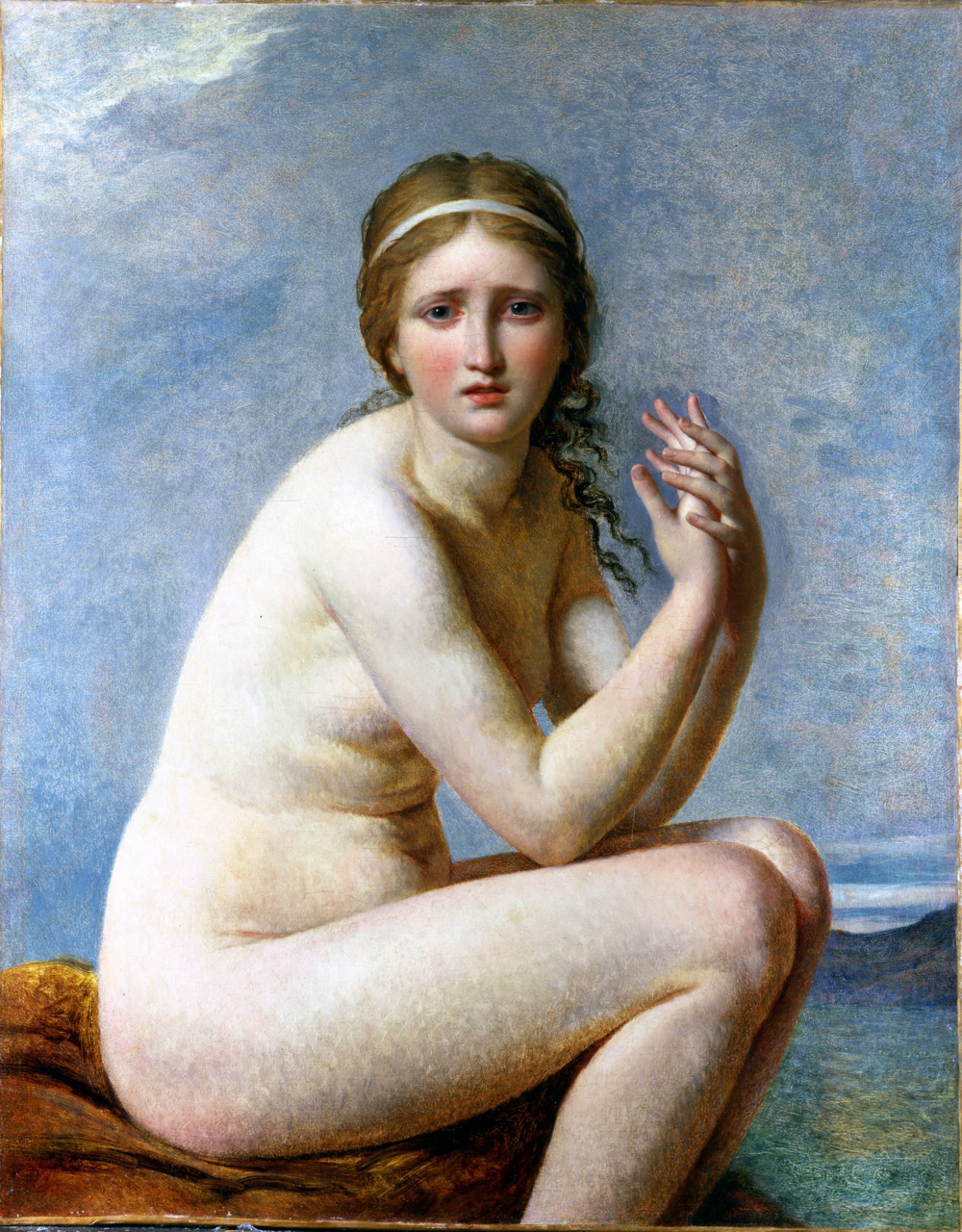
Жак-Луї Давід «Покинута Психея» (1795)
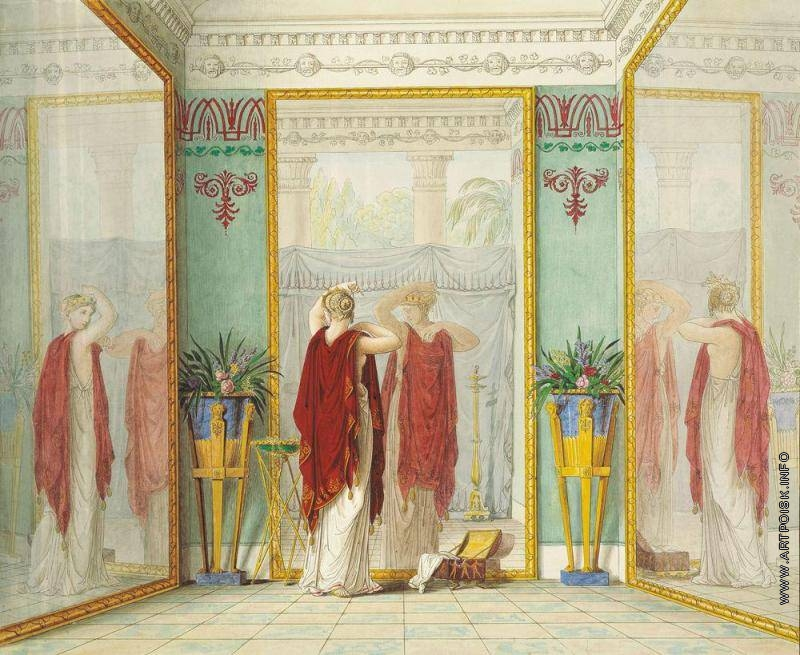
Федір Толстой «Душенька милується собою в дзеркалі». Ілюстрація до повісті І. Ф. Богдановича «Душенька»
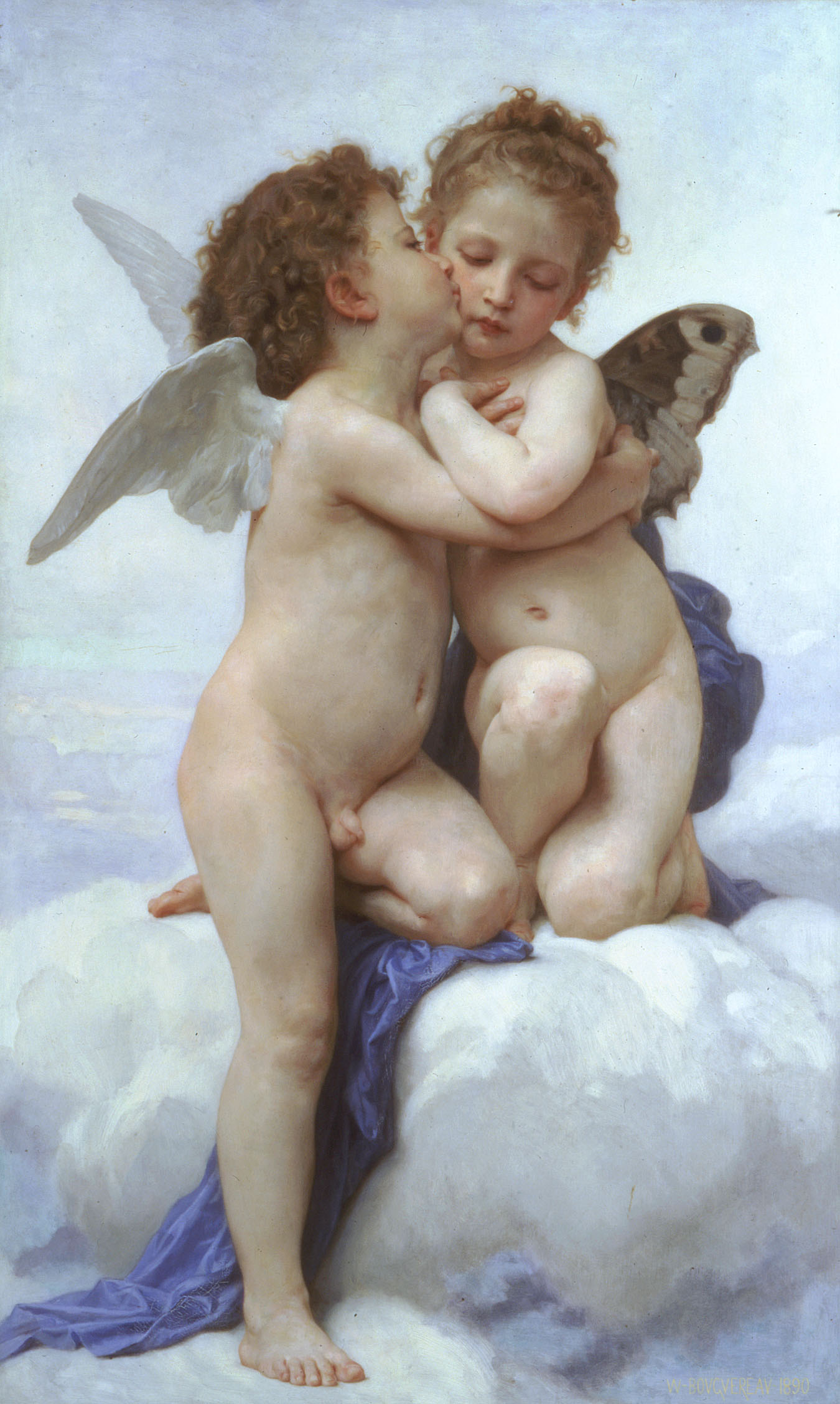
Адольф Вільям Бугро, Амур і Психея, діти. (1890)
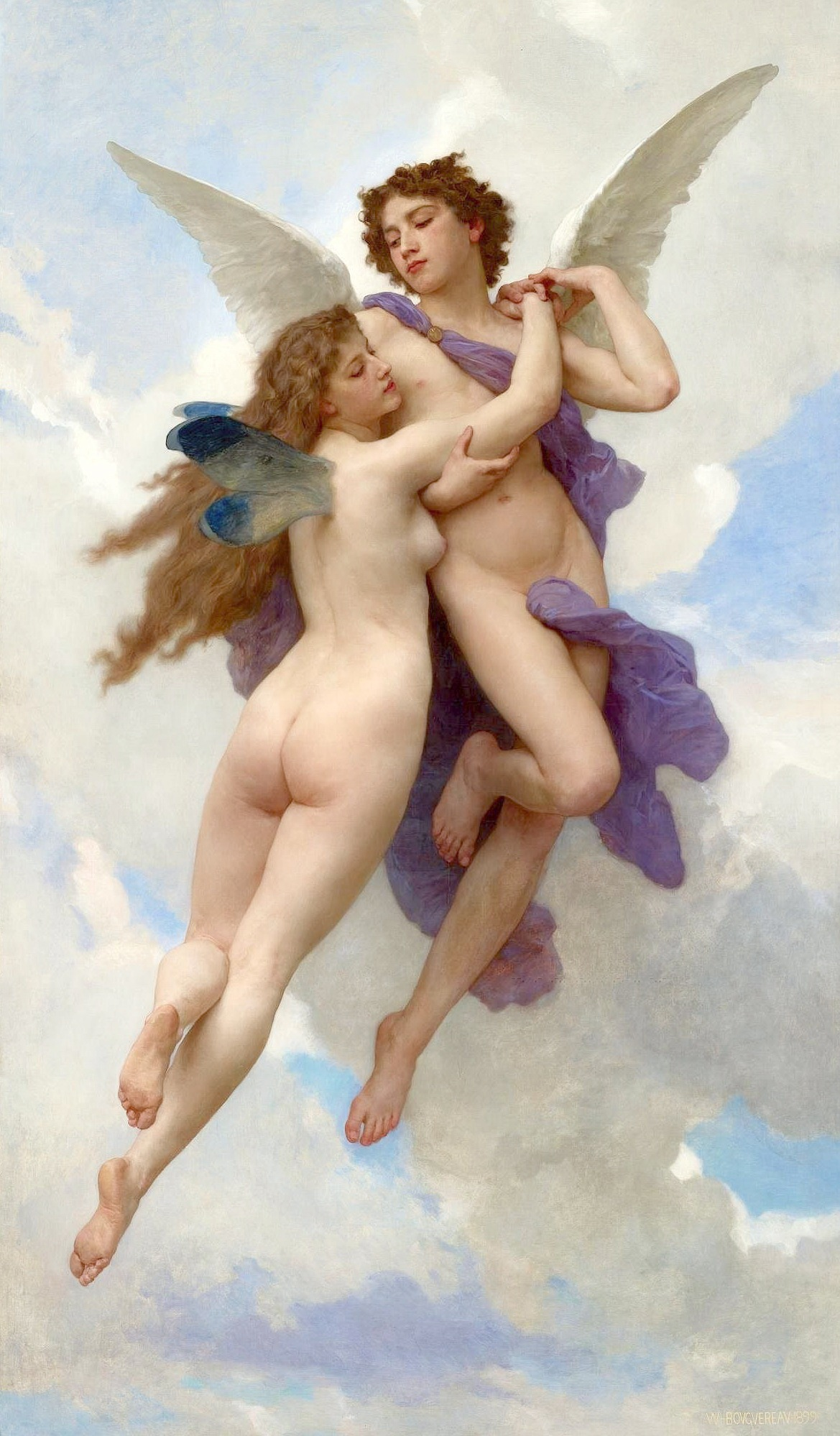
Адольф Вільям Бугро «Амур і Психея» (1899)
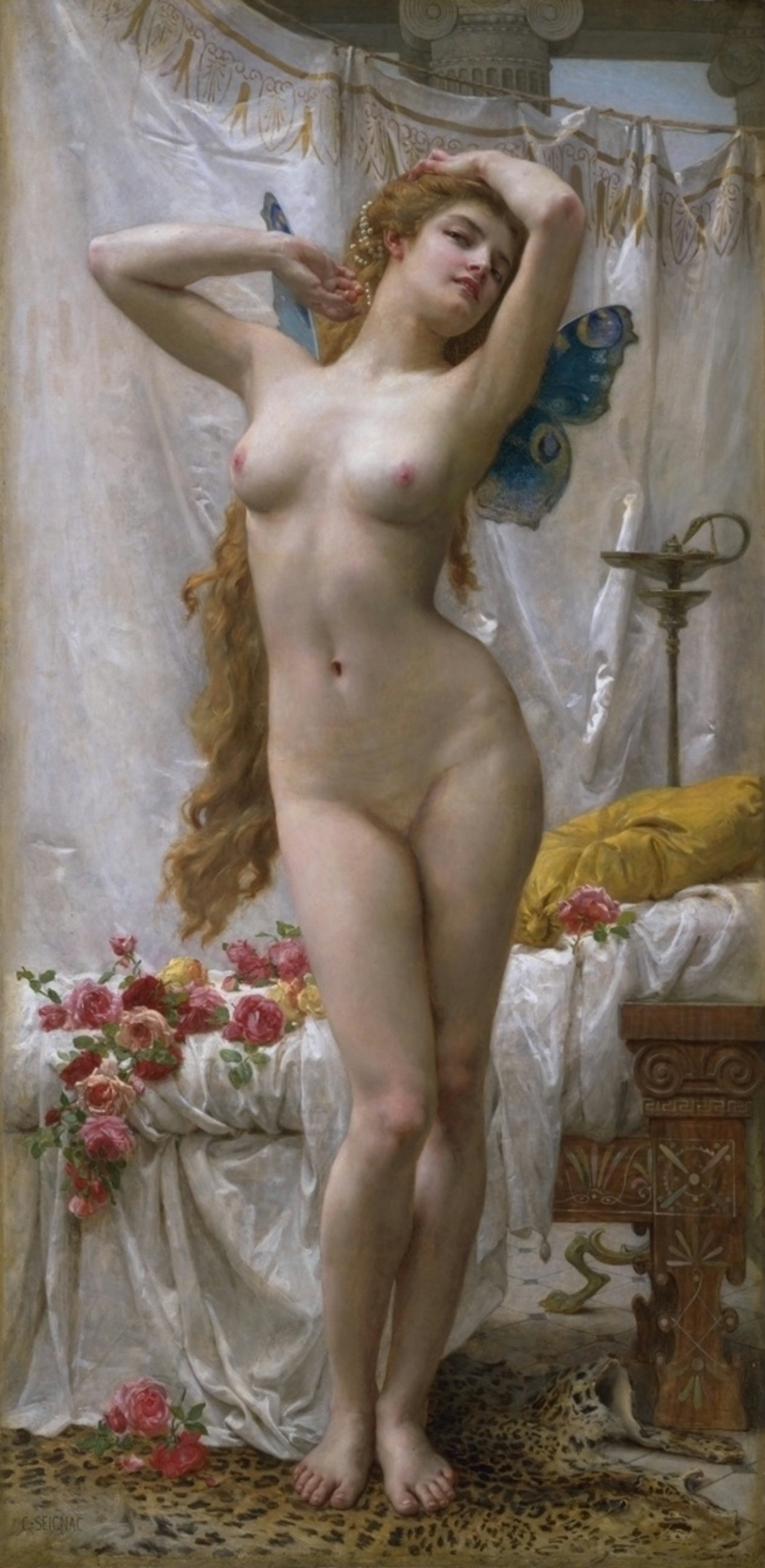
Гійом Сеньяк «Пробудження Психеї» (1904)
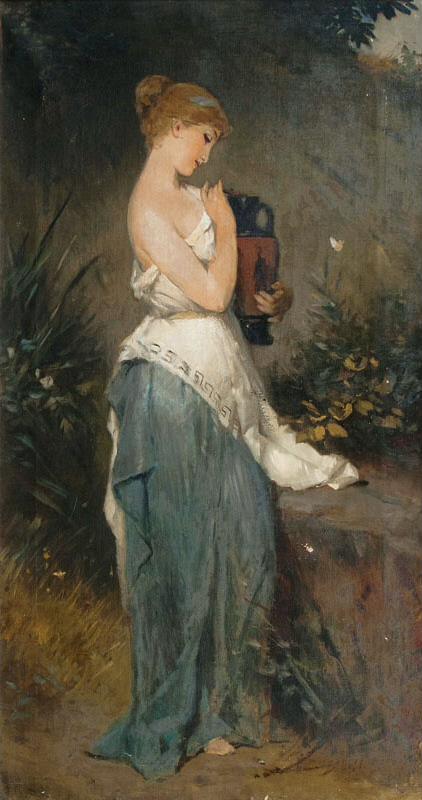
Роберт Бейшлаг «Психея»
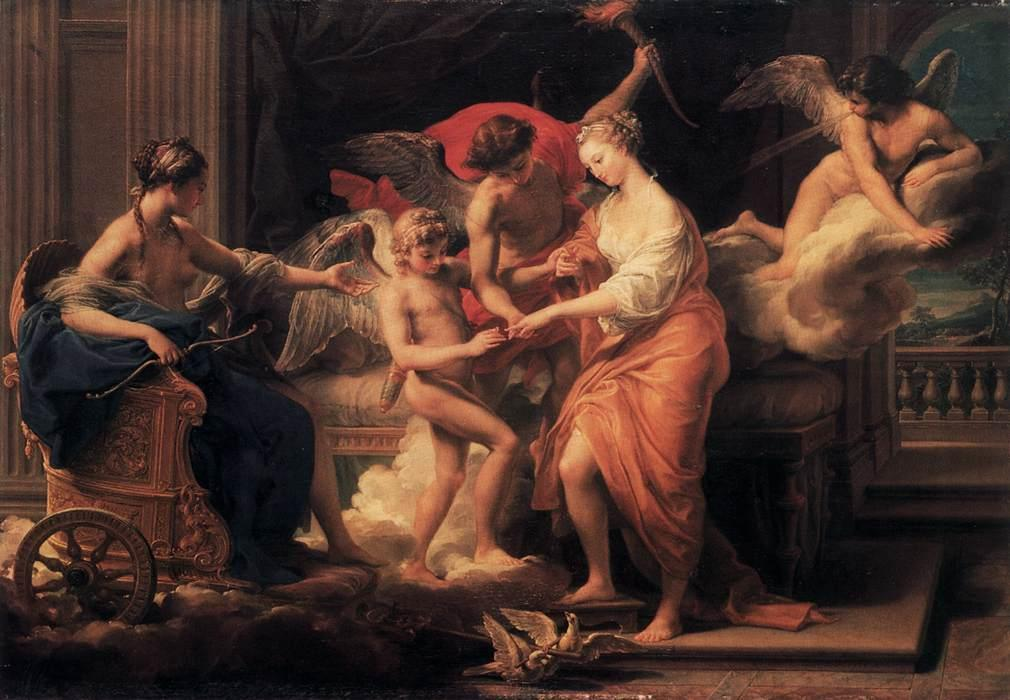
Помпео Батоні «Шлюб Амура і Психеї» (1756)
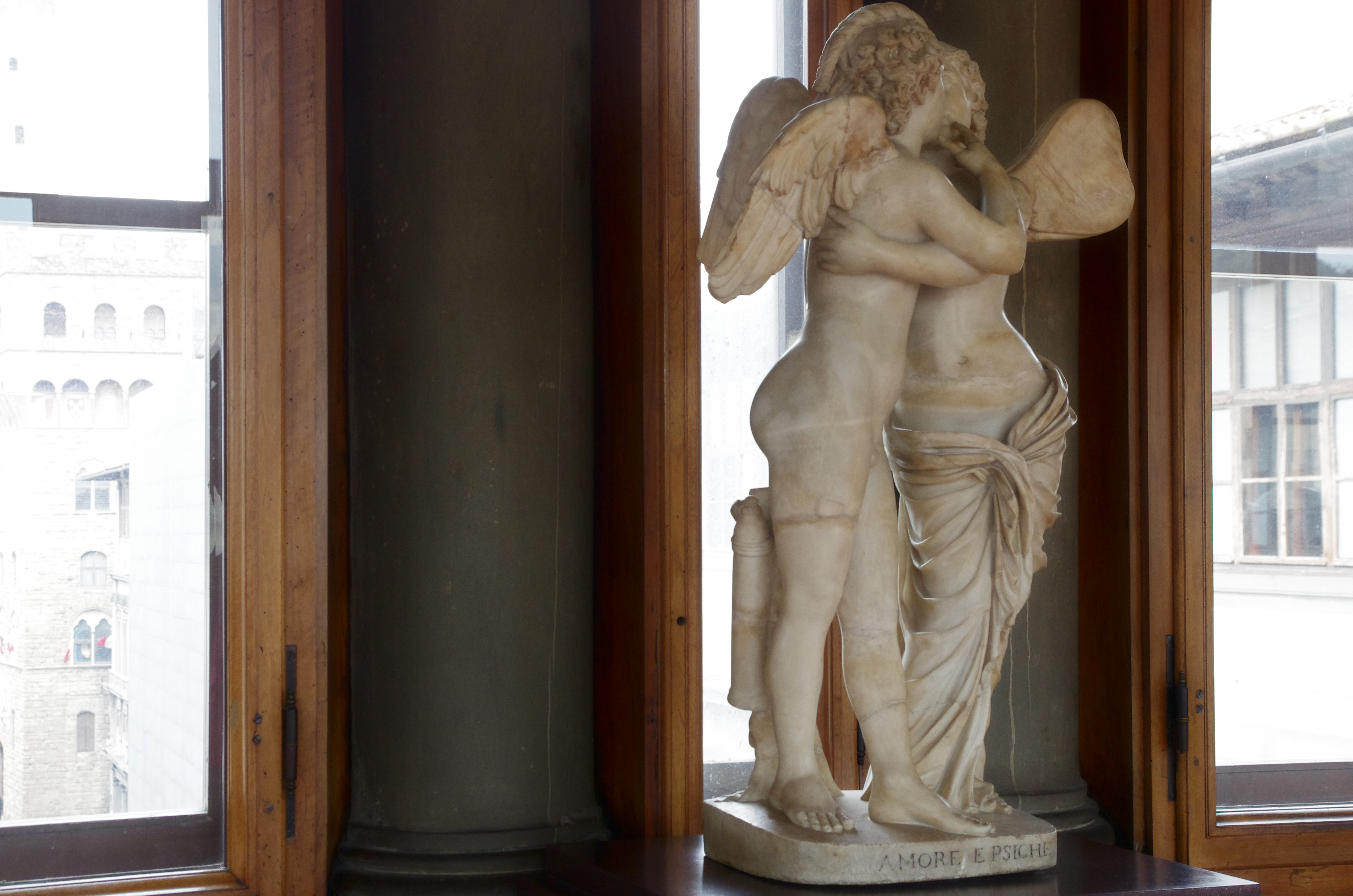
Статуя в Галереї Уффіці
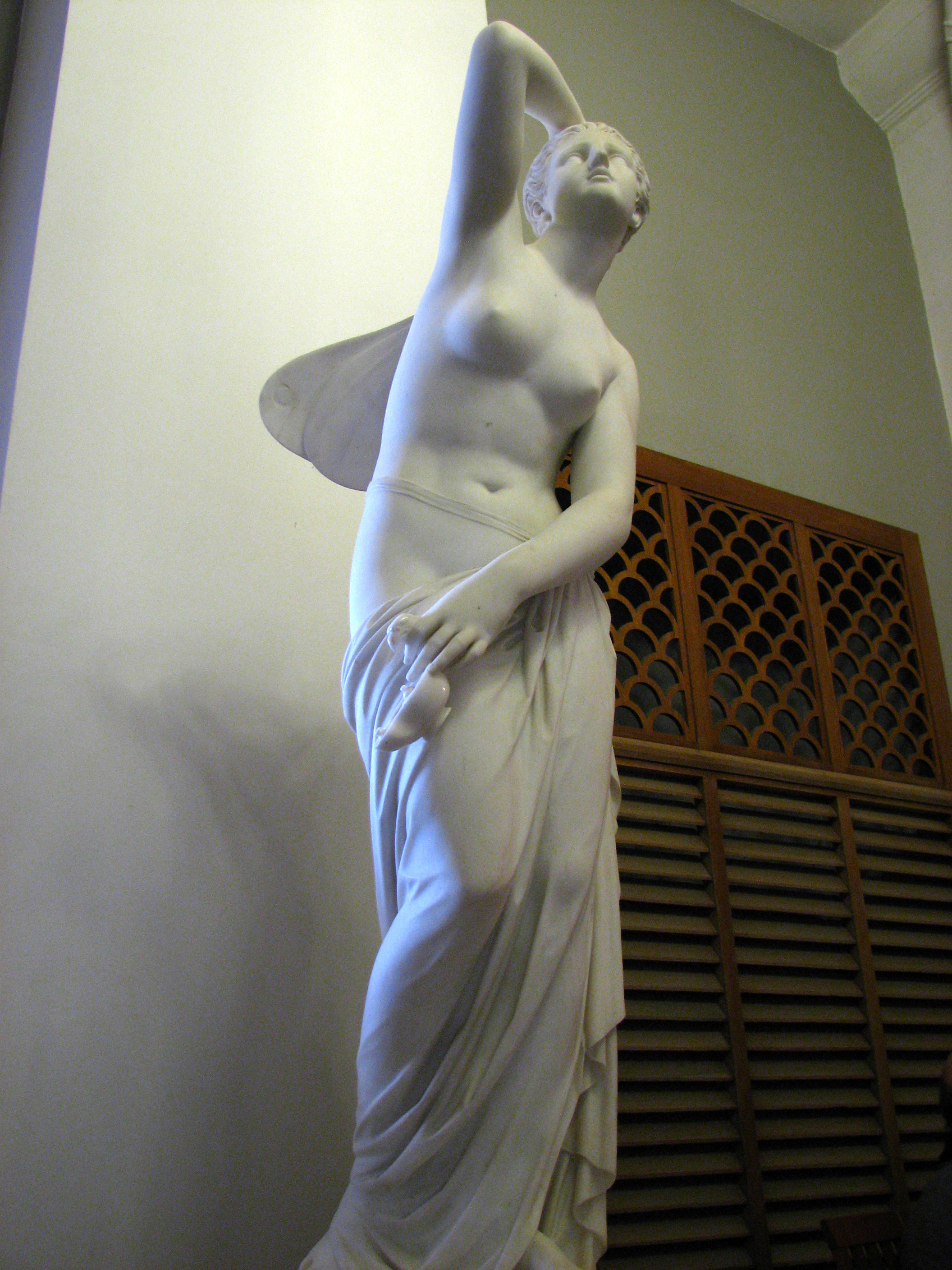
О. Р. Бок «Психея в миті розпачу» (1864)
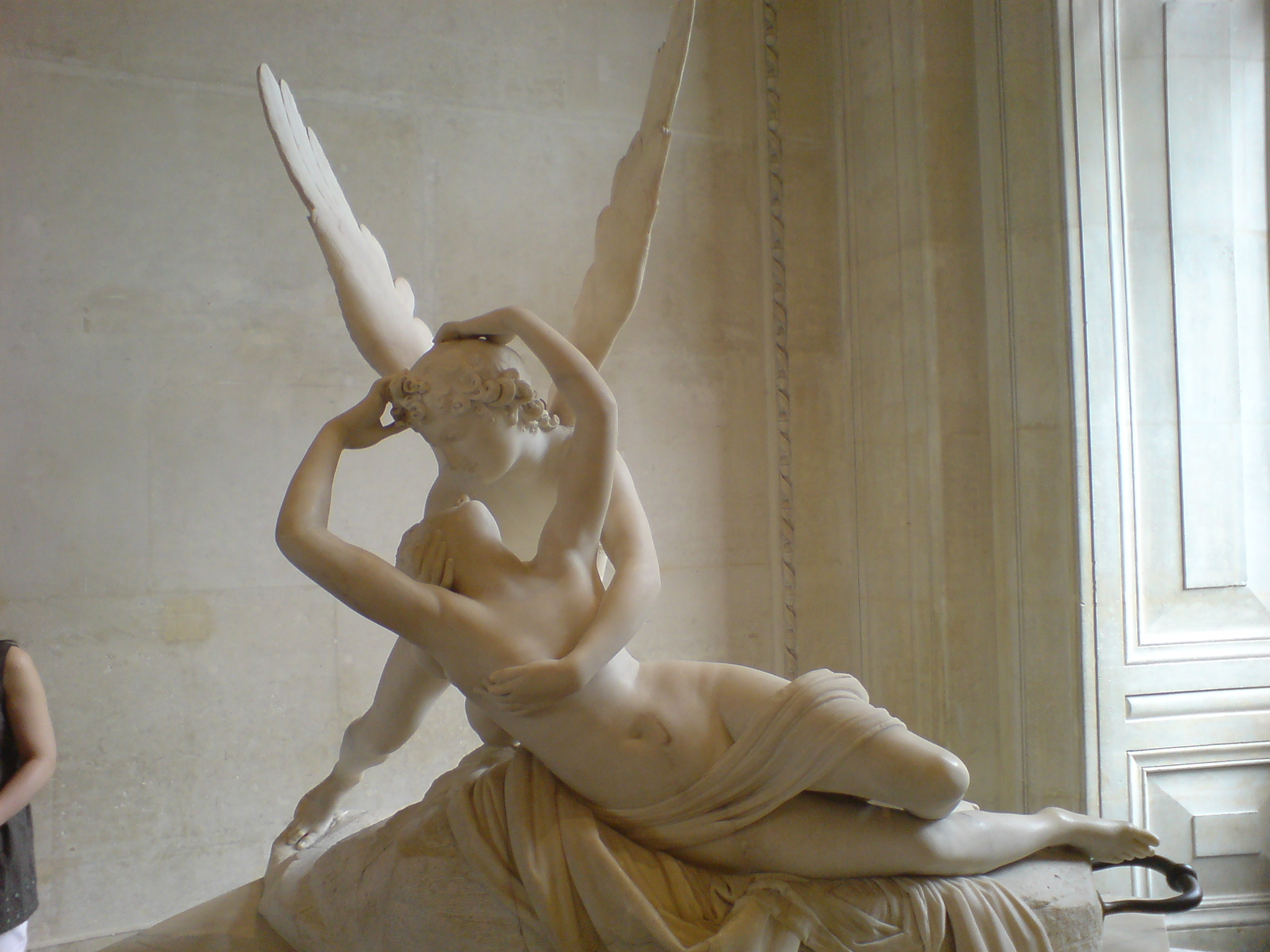
Антоніо Канова «Психея, розбуджена поцілунком Амура»
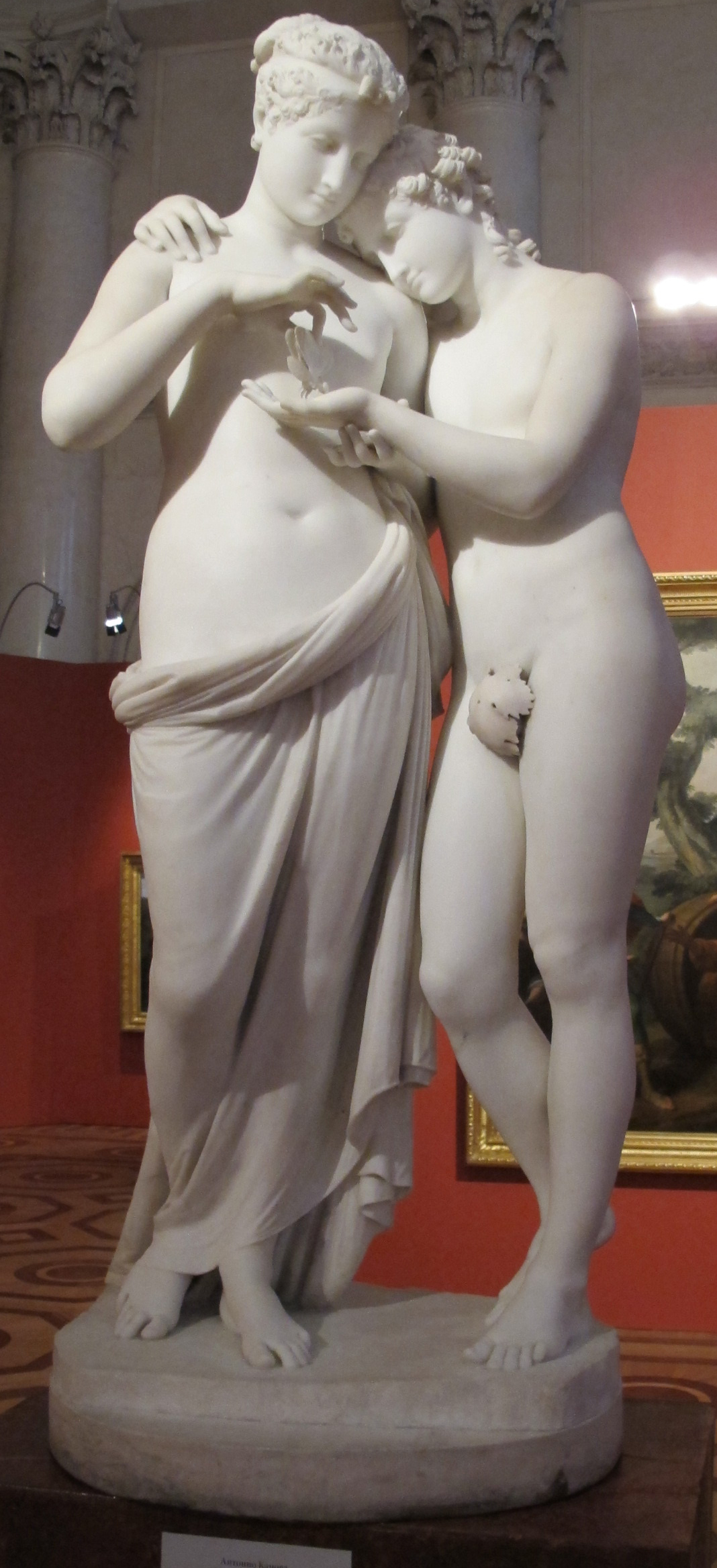
Антоніо Канова «Амур і Психея» (1800-1803) Ермітаж
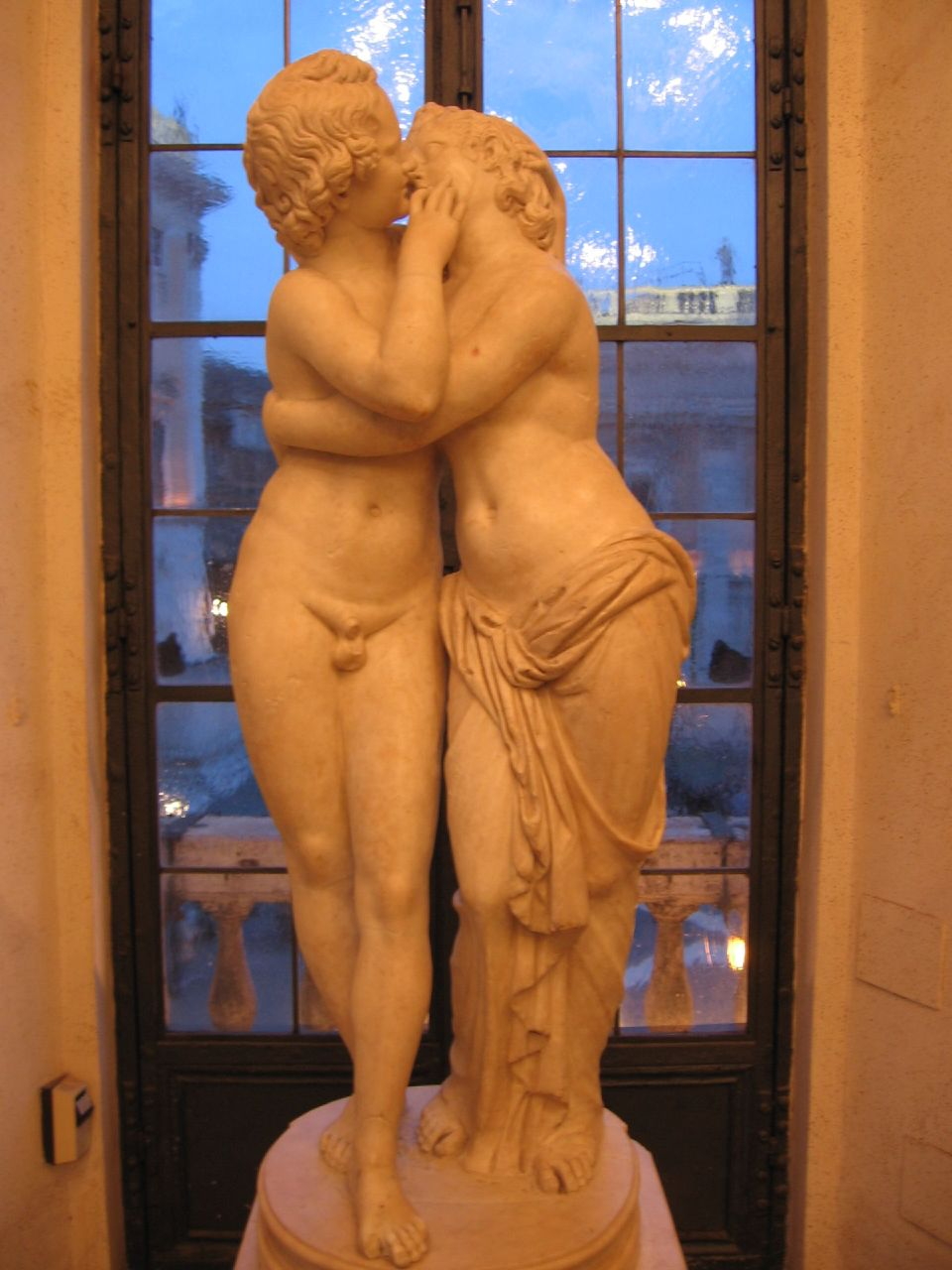
«Амур і Психея». Давньоримська копія з давньогрецького оригіналу. Капітолійські музеї